# Paral·lel 57° nord
El paral·lel 57° nord és una línia de latitud que es troba a 57 graus nord de la línia equatorial terrestre. Travessa Europa, Àsia, l'Oceà Pacífic, Amèrica del Nord l'oceà Atlàntic.

## Geografia
En el sistema geodèsic WGS84, al nivell de 57° de latitud nord, un grau de longitud equival a 60,722 km; la longitud total del paral·lel és de 21.878 km, que és aproximadament 54,6% de la de l'equador, del que es troba a 6.320 km i a 3.682 km del pol Nord
Com tots els altres paral·lels a part de l'equador, el paral·lel 57° nord no és un cercle màxim i no és la distància més curta entre dos punts, fins i tot si es troben al mateix latitud. Per exemple, seguint el paral·lel, la distància recorreguda entre dos punts de longitud oposada és 10.939 km; després d'un cercle màxim (que passa pel Pol Nord), només és 7.364 km.

## Durada del dia
En aquesta latitud, el sol és visible durant 17 hores i 53 minuts a l'estiu, i 6 hores i 43 minuts en solstici d'hivern.

## Arreu del món
Començant al meridià de Greenwich i dirigint-se cap a l'est, el paral·lel 57º passa per:
| Coordenades                               | País, territori o mar | Notes                                                    |
| ----------------------------------------- | --------------------- | -------------------------------------------------------- |
| 57° 0′ N, 0° 0′ E / 57.000°N,0.000°E      | Mar del Nord          |                                                          |
| 57° 0′ N, 8° 26′ E / 57.000°N,8.433°E     | Dinamarca             | Vendsyssel-Thy i Jutlàndia                               |
| 57° 0′ N, 10° 21′ E / 57.000°N,10.350°E   | Kattegat              |                                                          |
| 57° 0′ N, 12° 21′ E / 57.000°N,12.350°E   | Suècia                |                                                          |
| 57° 0′ N, 16° 32′ E / 57.000°N,16.533°E   | Estret de Kalmar      |                                                          |
| 57° 0′ N, 16° 47′ E / 57.000°N,16.783°E   | Suècia                | Illa d'Öland                                             |
| 57° 0′ N, 16° 55′ E / 57.000°N,16.917°E   | Mar Bàltic            |                                                          |
| 57° 0′ N, 18° 13′ E / 57.000°N,18.217°E   | Suècia                | Illa de Gotland                                          |
| 57° 0′ N, 18° 24′ E / 57.000°N,18.400°E   | Mar Bàltic            |                                                          |
| 57° 0′ N, 21° 22′ E / 57.000°N,21.367°E   | Letònia               |                                                          |
| 57° 0′ N, 23° 32′ E / 57.000°N,23.533°E   | Golf de Riga          |                                                          |
| 57° 0′ N, 23° 54′ E / 57.000°N,23.900°E   | Letònia               | Passa a través de Riga                                   |
| 57° 0′ N, 27° 43′ E / 57.000°N,27.717°E   | Rússia                | Passa a través d'Ivànovo                                 |
| 57° 0′ N, 138° 45′ E / 57.000°N,138.750°E | Mar d'Okhotsk         |                                                          |
| 57° 0′ N, 156° 31′ E / 57.000°N,156.517°E | Rússia                | Kamtxatka                                                |
| 57° 0′ N, 162° 51′ E / 57.000°N,162.850°E | Mar de Bering         | Passa al sud de l'illa de Sant Pau, Alaska, Estats Units |
| 57° 0′ N, 158° 40′ O / 57.000°N,158.667°O | Estats Units          | Alaska – península d'Alaska                              |
| 57° 0′ N, 156° 33′ O / 57.000°N,156.550°O | Oceà Pacífic          | Golf d'Alaska                                            |
| 57° 0′ N, 154° 32′ O / 57.000°N,154.533°O | Estats Units          | Alaska – illa Kodiak i illa Sitkalidak                   |
| 57° 0′ N, 153° 17′ O / 57.000°N,153.283°O | Oceà Pacífic          | Golf d'Alaska                                            |
| 57° 0′ N, 135° 50′ O / 57.000°N,135.833°O | Estats Units          | Alaska – illa Kruzof                                     |
| 57° 0′ N, 135° 45′ O / 57.000°N,135.750°O | Badia de Sitka        |                                                          |
| 57° 0′ N, 135° 15′ O / 57.000°N,135.250°O | Estats Units          | Alaska - Baranof                                         |
| 57° 0′ N, 134° 43′ O / 57.000°N,134.717°O | Estret de Chatham     | Passa al sud d'Admiralty, Alaska, Estats Units           |
| 57° 0′ N, 134° 30′ O / 57.000°N,134.500°O | Frederick Sound       |                                                          |
| 57° 0′ N, 134° 0′ O / 57.000°N,134.000°O  | Estats Units          | Alaska – Illa Kupreanof i el Sud-est d'Alaska            |
| 57° 0′ N, 132° 3′ O / 57.000°N,132.050°O  | Canadà                | Colúmbia Britànica Alberta Saskatchewan Manitoba         |
| 57° 0′ N, 89° 54′ O / 57.000°N,89.900°O   | Badia de Hudson       | Passa al nord de les illes Belcher, Nunavut, Canadà      |
| 57° 0′ N, 76° 42′ O / 57.000°N,76.700°O   | Canadà                | Nunavut – Christie Quebec Terranova i Labrador           |
| 57° 0′ N, 61° 22′ O / 57.000°N,61.367°O   | Oceà Atlàntic         |                                                          |
| 57° 0′ N, 7° 31′ O / 57.000°N,7.517°O     | Regne Unit            | Escòcia - Illa de Barra                                  |
| 57° 0′ N, 7° 22′ O / 57.000°N,7.367°O     | Mar de les Hèbrides   |                                                          |
| 57° 0′ N, 6° 27′ O / 57.000°N,6.450°O     | Regne Unit            | Escòcia - Illa de Rum                                    |
| 57° 0′ N, 6° 15′ O / 57.000°N,6.250°O     | Mar de les Hèbrides   |                                                          |
| 57° 0′ N, 5° 50′ O / 57.000°N,5.833°O     | Regne Unit            | Escòcia                                                  |
| 57° 0′ N, 2° 10′ O / 57.000°N,2.167°O     | Mar del Nord          |                                                          |